# Sciurus pyrrhinus
Sciurus pyrrhinus е вид бозайник от семейство Катерицови (Sciuridae).

## Разпространение
Видът е разпространен в Перу.